# Буламачли
Буламачли (на гръцки: Ακακίες, Акакиес, до 1926 година  Μπουλαμπασλή, Булабасли или Μπουλαμπαλή, Булабали) е бивше село в Република Гърция, в дем Кукуш, област Централна Македония.

## География
Селото е югоизточна махала на Аканджали (Муриес).

## История

### В Османската империя
В XIX век Буламачли е смесено българо-мюсюлманско село в Дойранска каза на Османската империя. В „Етнография на вилаетите Адрианопол, Монастир и Салоника“, издадена в Константинопол в 1878 година и отразяваща статистиката на населението от 1873 година, Баламачли (Balamatchli) е посочено като селище в Дойранска каза с 23 домакинства, като жителите му са 47 мюсюлмани и 28 българи.
Според статистиката на Васил Кънчов („Македония. Етнография и статистика“) в 1900 година Буламачли има 110 жители българи и 30 цигани.
През Балканската война в 1912 година в селото влизат части на Българската армия.

### В Гърция
В 1913 година след Междусъюзническата война селото попада в Гърция. Селото пострадва силно през Първата световна война, тъй като тук минава фронтовата линия и българското му население се изселва. След войната селото е обновено от гърци бежанци. През 1926 години селото е прекръстено на Акакиес. В 1928 година Акакиес със старо име Буламасли (Μπουλαμασλή) е представено като смесено местно-бежанско с 25 семейства и 93 жители бежанци. В 1940 година е броено към Карали.
Населението традиционно произвежда жито, тютюн и детелина и се занимава частично и със скотовъдство.
| Година    | 1913 | 1920 | 1928 | 1940 | 1951 | 1961 | 1971 | 1981 | 1991 | 2001 | 2011 | 2021 |
| --------- | ---- | ---- | ---- | ---- | ---- | ---- | ---- | ---- | ---- | ---- | ---- | ---- |
| Население | 146  | 15   | 113  | -    | 100  | 132  | 91   | 59   | 60   |      |      |      |